# Asus Padfone 2
ASUS PadFone 2 — смартфон, разработанный компанией ASUS. Работает под управлением ОС Android 4.1. Может монтироваться внутри дока-таблета, превращаясь в планшет. Док-станция увеличивает функциональность устройства и ёмкость аккумулятора.

## Описание
Доступны чёрный и белый варианты.
Корпус ASUS Padfone 2 имеет клиновидную форму, в нижней части его толщина чуть меньше, чем сверху. Подчёркивается это металлической вставкой, проходящей по всему периметру и создающей иллюзию тонкости. На правой грани расположены металлические кнопки включения и сдвоенная кнопка регулировки громкости. На верхнем торце — 3,5 мм разъем и крышка отсека карты micro SIM, которую можно открыть с помощью специальной скрепки. На нижнем торце находятся микрофон, разъем micro USB и специальные коннекторы для док-станции. На задней части аппарата расположена 13-мегапиксельная камера со светодиодной вспышкой, а также динамик. Практически всю лицевую сторону занимает дисплей с диагональю 4,7 дюйма. Так же на лицевой стороне расположены фронтальная камера, речевой динамик, датчики приближения и освещённости и три сенсорные клавиши — «Назад», «Домой» и «Приложения».
Лицевая сторона док-станции снабжена 10,1-дюймовым экраном и фронтальной камерой. На левой грани расположена сдвоенная кнопка регулировки громкости, на верхней — клавиша питания. Снизу находится порт microUSB. На задней панели имеется стерео динамик, микрофон и специальная ниша, куда вертикально вставляется смартфон.

## Технические данные

### Аппаратное обеспечение
Смартфон построен на базе чипа SoC Qualcomm APQ8064 Snapdragon S4, где за основные вычисления отвечает четырёхъядерный процессор, работающий на частоте 1,5 ГГц (ARMv7 Krait). В обработке графики принимает участие видеоускоритель Adreno 320. Объём оперативной памяти 2 ГБ. В версии аппарата для России имеется 64 ГБ флеш-памяти (под нужды пользователя доступно около 54 ГБ). Так же имеются версии с 16 и 32 ГБ памяти.
Док станция не способна работать без установленного смартфона. Для работы FM-радио необходимо подключение наушников.

### Программное обеспечение
Операционной системой является Android 4.1 «Jelly Bean» с немодифицированным пользовательским интерфейсом (первые экземпляры были выпущены с ОС Android 4.0 «Ice Cream Sandwich», но практически сразу были обновлены). Запланировано обновление до Android 4.4 к концу 2 квартала 2014 года. Новая версия ПО будет поставляться с пользовательским интерфейсом ZenUI.
Аппарат поставляется с заблокированным загрузчиком, что делает невозможным установку сторонних прошивок. Производитель предоставляет утилиту разблокировки, однако разблокировка загрузчика аннулирует гарантию.

## Комплектация
- Смартфон PadFone 2;
- Док-станция PadFone Station;
- Зарядное устройство 100-240В 50-60Гц;
- Кабель USB-micro USB;
- Скрепка для извлечения micro SIM-карты;
- Тканевый чехол для PadFone Station;
- Тряпочка для протирания экрана;
- Наушники-вкладыши с микрофоном и однокнопочным пультом для принятия/отклонения вызова;
- Документация и гарантийный талон.

## Продажи
По сведениям DigiTimes, по состоянию на 1 февраля 2013 года, Padfone 2 продан в количестве приблизительно 1 млн штук.